# Alexander Gauland
Alexander Gauland (ur. 20 lutego 1941 w Chemnitz) – niemiecki prawnik, dziennikarz i polityk, jeden z liderów ugrupowania Alternatywa dla Niemiec, deputowany do Bundestagu.

## Życiorys
Urodził się 20 lutego 1941 w Chemnitz. Wychowywał się w NRD. W 1959 zdał egzamin maturalny, po czym w 1960 wyjechał do RFN. Studiował nauki polityczne i prawo na Uniwersytecie w Marburgu. Zdał państwowe egzaminy prawnicze I i II stopnia, a w 1971 doktoryzował się w zakresie prawa.
Przez około 40 lat należał do Unii Chrześcijańsko-Demokratycznej (CDU). Na początku lat 70. pracował w biurze prasowym rządu federalnego. W latach 1974–1975 był zatrudniony w konsulacie w Edynburgu. Od 1977 kierował biurem burmistrza Frankfurtu nad Menem. W latach 1987–1991 w randze sekretarza stanu kierował Kancelarią Stanu Hesji w okresie rządu Waltera Wallmanna. W latach 1991–2005 był wydawcą „Märkische Allgemeine” w Poczdamie. Od tego czasu współpracował jako dziennikarz z „Die Zeit”, „Cicero” i „Frankfurter Allgemeine Zeitung”. W latach 1989–2007 wydał sześć książek.
Jesienią 2012 był w kilkuosobowym gronie, które powołało inicjatywę „Wahlalternative 2013”, na bazie której w 2013 utworzono Alternatywę dla Niemiec. W ramach AfD został zastępcą rzecznika krajowego i liderem struktur partii w Brandenburgii. W 2014 był głównym kandydatem tego ugrupowania w wyborach do landtagu, w których uzyskał mandat deputowanego.
Gdy w kwietniu 2017 Frauke Petry zrezygnowała z kandydowania z ramienia AfD na kanclerza, partia jako swoich głównych kandydatów do wyborów parlamentarnych we wrześniu 2017 wskazała Alice Weidel i Alexandra Gaulanda. Prowadzone przez nich ugrupowanie odniosło sukces wyborczy, wchodząc po raz pierwszy do Bundestagu jako trzecia siła parlamentarna. Otrzymało około 13% głosów i wprowadziło ponad 90 swoich przedstawicieli do tej izby. Alexander Gauland, któremu przypadł jeden z mandatów poselskich w Bundestagu, został następnie wybrany na współprzewodniczącego frakcji AfD.
W grudniu 2017 został jednym z dwóch przewodniczących AfD (obok Jörga Meuthena). W listopadzie 2019 na tej funkcji zastąpił go Tino Chrupalla. Z powodzeniem ubiegał się o poselską reelekcję w 2021 i 2025.